# 希克曼 (肯塔基州)
希克曼（英語：Hickman），是美国肯塔基州的一座城市。面积约为9.3平方公里（3.6平方英里）。根据2010年美国人口普查，该市的人口为2,395人。